# 関町北
関町北（せきまちきた）は、東京都練馬区の町名。現行行政地名は関町北一丁目から関町北五丁目。住居表示実施済み。

## 地理

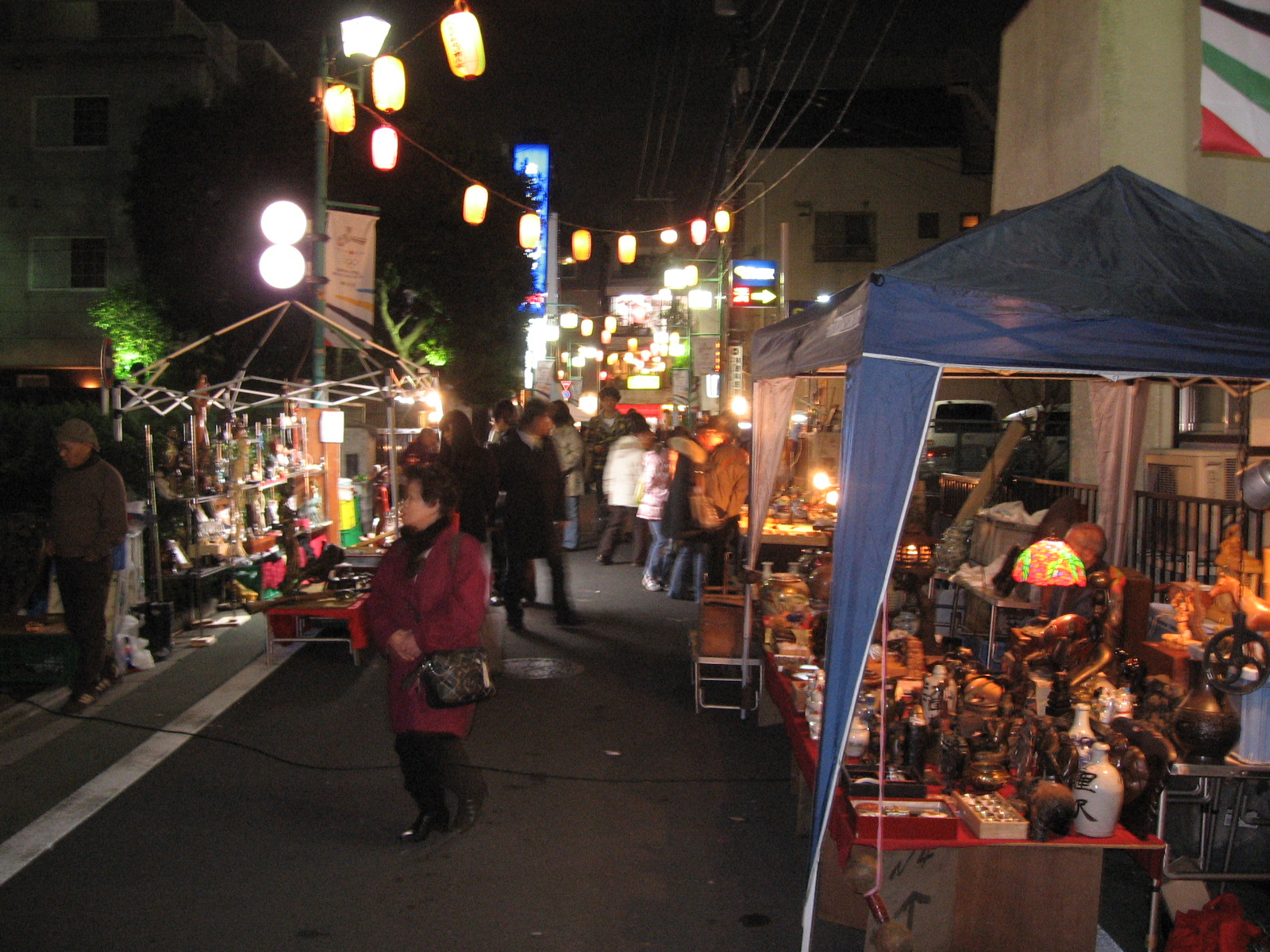
関のボロ市（毎年12月）

練馬区の西部に位置する。東辺は練馬区石神井台、関町東、南部は練馬区関町南、西部は西東京市東伏見・富士町、北部は練馬区南大泉とそれぞれ接している。町域のほぼ中央を石神井川が東西に流れている。
武蔵関駅周辺や青梅街道沿道に商店が見られる他は、武蔵関公園周辺をはじめ、多くが住宅地として利用されている。本立寺では毎年12月9日、12月10日に門前市である「関のボロ市」が開かれている。これは練馬区の無形民俗文化財に登録されている。

### 地価
住宅地の地価は、2025年（令和7年）1月1日の公示地価によれば、関町北2-9-5の地点で48万円/m2、関町北4-21-17の地点で40万5000円/m2、関町北5-18-40の地点で38万7000円/m2となっている。

## 歴史

### 地名の由来
「関町」の由来については、次の二説がある。
- 室町時代後期、近隣を支配していた豊島氏が石神井城を居城としていた頃に、この地に関所を置いたことから。
- 現在の武蔵関公園内にある「富士見池」付近にかつて堰があったことから。

### 沿革
- 江戸時代は武蔵国豊島郡関村の小名大関、小関、葛原、小額、および竹下新田の小名淵崎あたりに相当[7]。
- 1889年（明治22年）5月1日 - 町村制施行により関村と竹下新田は東京府北豊島郡石神井村大字関甲と関乙となり、関町北は字川北、溜淵、葛原、上竹にほぼ相当する[8]。
- 1932年（昭和7年）10月1日 - 東京府東京市板橋区石神井関町二丁目の一部および石神井関町三丁目となる[8]。
- 1949年（昭和24年） - 地番整理により東京都練馬区関町二～六丁目となる[9]。
- 1978年（昭和53年）1月1日 - 住居表示の実施により関町が分割され、東京都練馬区関町北となる[6]。

## 世帯数と人口
2025年（令和7年）4月1日現在（練馬区発表）の世帯数と人口は以下の通りである。
| 丁目         | 世帯数     | 人口     |
| ------------ | ---------- | -------- |
| 関町北一丁目 | 2,248世帯  | 3,539人  |
| 関町北二丁目 | 2,935世帯  | 4,732人  |
| 関町北三丁目 | 2,289世帯  | 4,191人  |
| 関町北四丁目 | 2,232世帯  | 4,194人  |
| 関町北五丁目 | 2,475世帯  | 5,321人  |
| 計           | 12,179世帯 | 21,977人 |

### 人口の変遷
国勢調査による人口の推移。
| 年                 | 人口   |
| ------------------ | ------ |
| 1995年（平成7年）  | 16,217 |
| 2000年（平成12年） | 18,619 |
| 2005年（平成17年） | 20,901 |
| 2010年（平成22年） | 21,305 |
| 2015年（平成27年） | 21,570 |
| 2020年（令和2年）  | 22,743 |

### 世帯数の変遷
国勢調査による世帯数の推移。
| 年                 | 世帯数 |
| ------------------ | ------ |
| 1995年（平成7年）  | 7,157  |
| 2000年（平成12年） | 8,374  |
| 2005年（平成17年） | 9,514  |
| 2010年（平成22年） | 10,187 |
| 2015年（平成27年） | 10,392 |
| 2020年（令和2年）  | 11,923 |

## 学区
区立小・中学校に通う場合、学区は以下の通りとなる（2022年7月現在）。
| 丁目         | 番地 | 小学校                 | 中学校                 |
| ------------ | ---- | ---------------------- | ---------------------- |
| 関町北一丁目 | 全域 | 練馬区立石神井西小学校 | 練馬区立石神井西中学校 |
| 関町北二丁目 | 全域 | 練馬区立関町小学校     | 練馬区立石神井西中学校 |
| 関町北三丁目 | 全域 | 練馬区立関町小学校     | 練馬区立石神井西中学校 |
| 関町北四丁目 | 全域 | 練馬区立関町北小学校   | 練馬区立関中学校       |
| 関町北五丁目 | 全域 | 練馬区立関町北小学校   | 練馬区立関中学校       |

## 交通
町域北端が富士街道（かつてのふじ大山道）に接している他、北部を新青梅街道が東西に横断している。一方南端が青梅街道と接している。

### 鉄道
| 街区内に存在する駅         | バス移動により利用可能な駅 |
| -------------------------- | --- |
| 西武新宿線 武蔵関駅(SS 14) | JR中央線 JR中央・総武線各駅停車 三鷹駅(JC 12)(JB 01) JR中央線 JR中央・総武線各駅停車 京王井の頭線 吉祥寺駅(JC 11)(JB 02)(IN 17) JR中央線 JR中央・総武線各駅停車 東京メトロ丸ノ内線 荻窪駅(JC 09)(JB 04)(M 01) |

鉄道は、町域のほぼ中央を西武新宿線が東西に横断し、武蔵関駅が置かれている。町域内西部は東伏見駅も最寄り駅の範囲にある。

### バス
- 西武バス上石神井営業所が存在。
- 関東バス青梅街道営業所が存在。

バス便は、武蔵関駅から中央線快速、中央・総武緩行線の荻窪駅、吉祥寺駅、三鷹駅行きの路線などが設定されており、中央線各駅へのアクセスは良好である。

## 事業所
2021年（令和3年）現在の経済センサス調査による事業所数と従業員数は以下の通りである。
| 丁目         | 事業所数  | 従業員数 |
| ------------ | --------- | -------- |
| 関町北一丁目 | 128事業所 | 1,105人  |
| 関町北二丁目 | 182事業所 | 1,439人  |
| 関町北三丁目 | 77事業所  | 549人    |
| 関町北四丁目 | 147事業所 | 1,588人  |
| 関町北五丁目 | 83事業所  | 965人    |
| 計           | 617事業所 | 5,646人  |

### 事業者数の変遷
経済センサスによる事業所数の推移。
| 年                 | 事業者数 |
| ------------------ | -------- |
| 2016年（平成28年） | 614      |
| 2021年（令和3年）  | 617      |

### 従業員数の変遷
経済センサスによる従業員数の推移。
| 年                 | 従業員数 |
| ------------------ | -------- |
| 2016年（平成28年） | 5,213    |
| 2021年（令和3年）  | 5,646    |

## 施設

### 一丁目
- 東京消防庁石神井消防署関町出張所
- 練馬区関区民センター
  - 練馬区役所関区民事務所
- 第二亀の湯（銭湯）
- アキダイ 関町本店
- リコス関町北1丁目店
- ウェルパーク武蔵関駅前店

### 二丁目
- 武蔵関駅（南口）
- 練馬関町郵便局
- 島村記念病院
- 創価学会練馬平和会館
- カトリック関町教会
- 関町ちぐさ幼稚園
- 銀座山形屋関町店
- エッセンス関町店
- 旭プロダクション本社
- 三井住友銀行武蔵関支店

### 三丁目
- 武蔵関公園
- 天祖若宮八幡宮 - 徒歩5分
- 練馬区立関町小学校

### 四丁目
- 東京都立石神井高等学校
- 英明フロンティア中学校・高等学校
- 練馬区立関中学校
- 武蔵関駅（北口）
  - Emio武蔵関[19]（旧：西武武蔵関ステーションビル）
  - ロータスロード - 改札と繋がっている。
- 本立寺（日蓮宗） - 北西方向に徒歩3分。1751年から毎年この寺で12月9日、12月10日に2日間開催される『関のボロ市』で有名。300以上の露天でにぎわう。練馬区の無形民俗文化財指定行事に指定されている。
- 武蔵関駅前郵便局

### 五丁目
- 練馬区立関町北小学校
- イエローハット（新青梅街道沿い）

## その他

### 日本郵便
- 郵便番号 : 177-0051[3]（集配局 : 石神井郵便局[20]）。